# Helpis minitabunda
Helpis minitabunda är en spindelart som först beskrevs av Koch L. 1880.  Helpis minitabunda ingår i släktet Helpis och familjen hoppspindlar. Inga underarter finns listade i Catalogue of Life.